# Bespokoïny
Le Bespokoïny (en russe : Беспокойный) est un destroyer lance-missiles de classe Sovremenny (Project 956A) de la Marine russe . Mis en service en 1991 il a été décommissionné en 2018 pour devenir un navire musée à Kronstadt sur l'île Kotline .

## Historique
Le Project 956/Sarych a commencé à la fin des années 1960 lorsqu'il devenait évident pour la marine soviétique que les canons navals jouaient toujours un rôle important, en particulier dans le soutien aux débarquements amphibies, mais les croiseurs existants et les destroyers de classe Kotline montraient leur âge. Une nouvelle conception a été lancée, utilisant une nouvelle tourelle de canon automatique de 130 mm.
Le Bespokoïny (620) a été créé[Quoi ?] le 18 avril 1987 et lancé le 9 juin 1990 par Severnaïa Verf à Saint-Pétersbourg  et a été mis en service le 28 décembre 1991.

### Préservation
En septembre 2016, le navire a été amarré au chantier naval de la Baltique pour conversion. La coque du navire a été scellée afin qu'il puisse être à flot sans entretien par un équipage permanent. Le 28 septembre, le service de presse de l'entreprise a annoncé que le destroyer resterait à l'usine pendant environ un mois. Pendant ce temps, les spécialistes de l'usine réaliseraient l'ensemble des travaux de sa reconversion. En particulier, les vis et les arbres seraient retirés et la coque du destroyer préservée et peinte.
Le 13 mai 2018, Bespokoïny est arrivé à un mouillage permanent à la base de la flotte de la Baltique. Il a été transformé en un complexe d'exposition militaro-historique du district militaire occidental, et pour les étudiants de la branche régionale de Saint-Pétersbourg de la Iounarmia, le destroyer est devenu un lieu d'excursions éducatives .

## Galerie

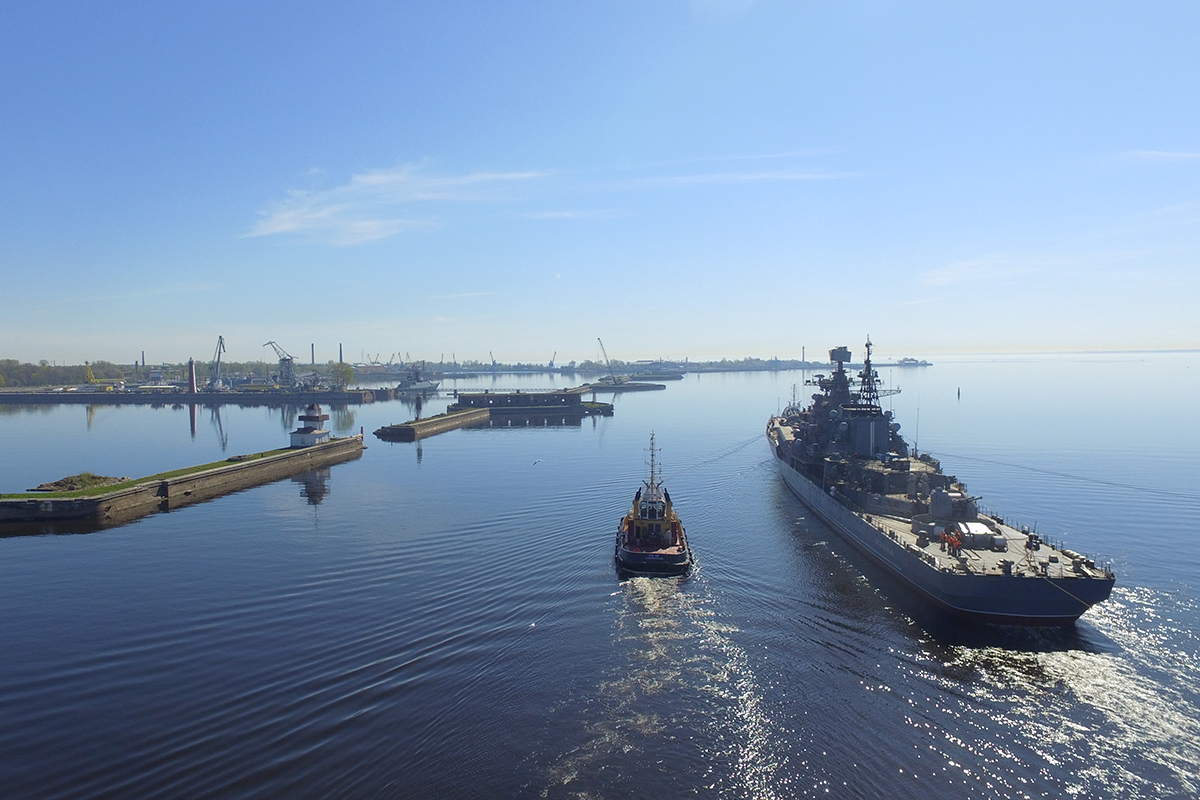
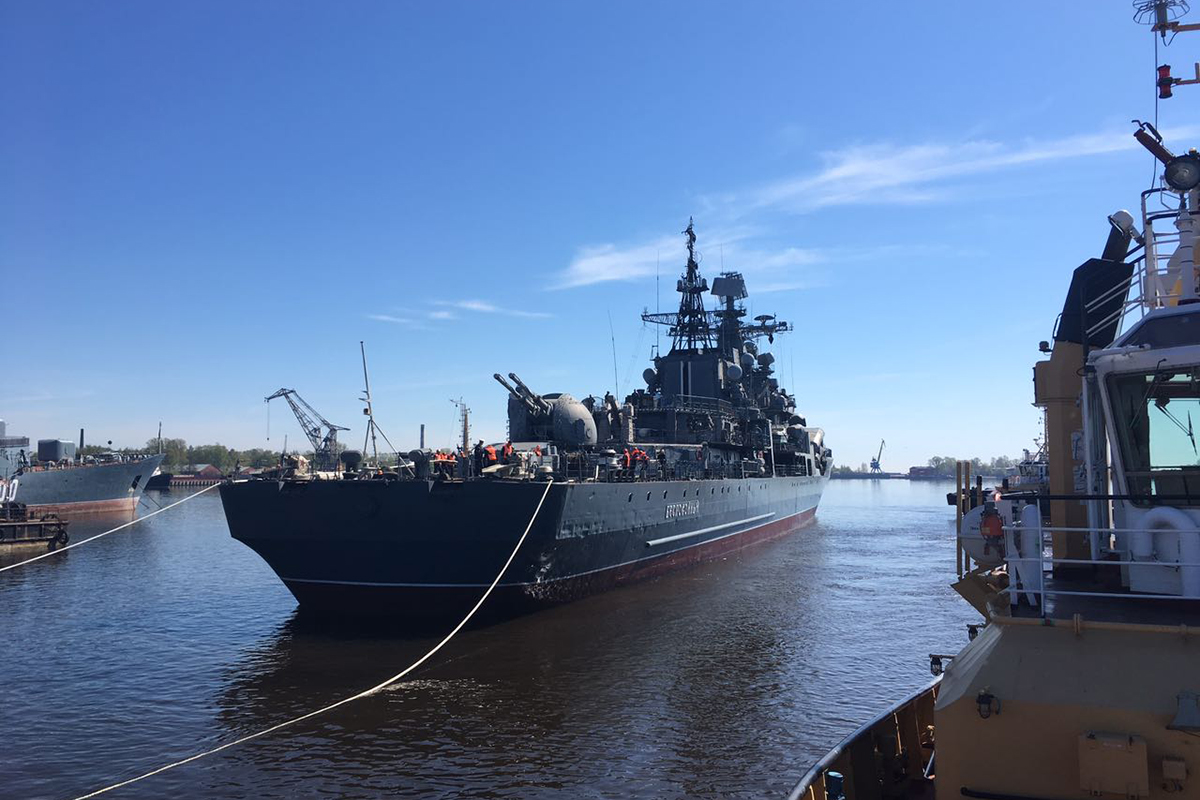
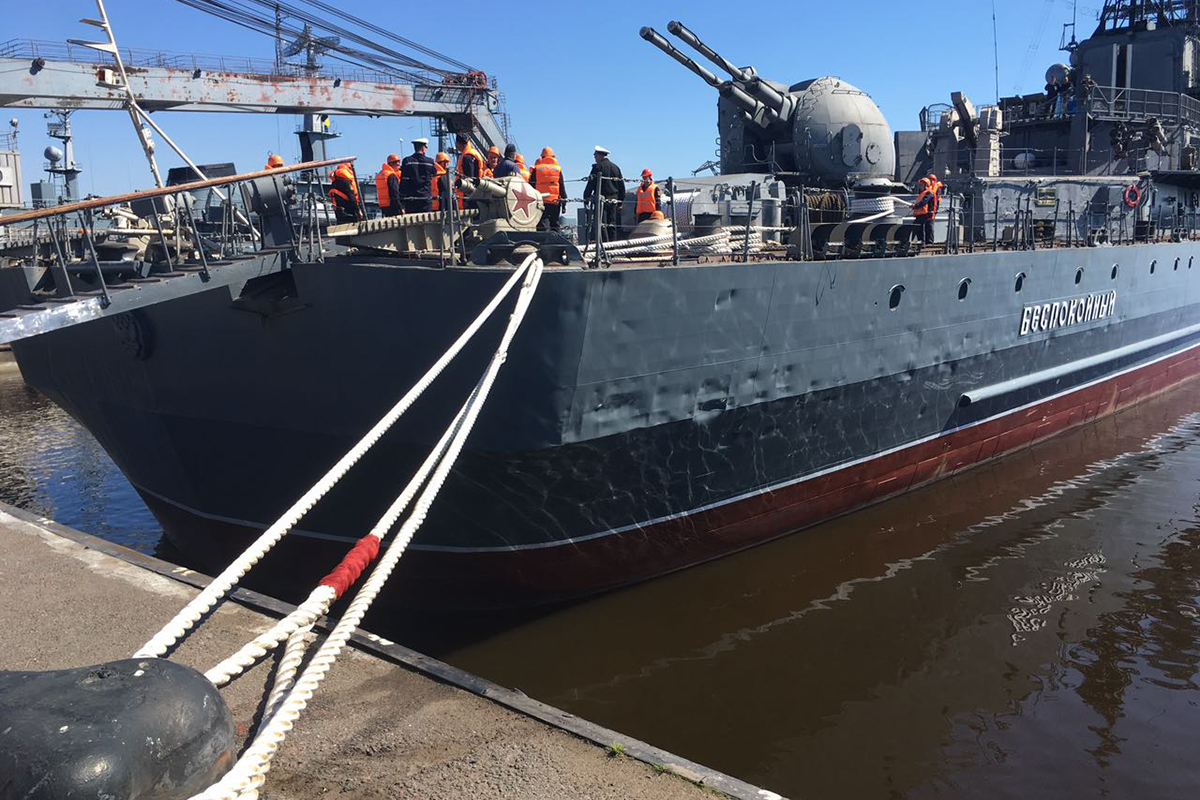